# Quercus greggii
Quercus greggii là một loài thực vật có hoa trong họ Cử. Loài này được (A.DC.) Trel. miêu tả khoa học đầu tiên năm 1922.